# Тито, Фрей
Тито (Титу) ди Аленкар Лима (порт. Tito de Alencar Lima; более известный как Фрей Тито, Frei Tito; 14 сентября 1945, Форталеза — 10 августа 1974, Вильфранш-сюр-Сон) — бразильский доминиканский монах, сторонник теологии освобождения, во время военной диктатуры подвергнутый жестоким пыткам, подорвавшим его психическое здоровье и в конечном итоге приведшим к его самоубийству.

## Биография
Лима родился в 1945 году в Форталезе в семье Илдефонсу Родригеса Лимы и Лауры ди Аленкар. Позже он учился в средней школе Лисеу-ду-Сеара, где принимал активное участие в движении Ассоциации студентов-католиков, которое было молодежным отделением Католического действия. В 1963 году стал региональным директором движения и перебрался в Ресифи.
После военного переворота 1964 года и установления в стране диктаторского режима он активно участвовал в растущем сопротивлении и оппозиционных демонстрациях.
В 1966 году Лима был принят в новициат Доминиканского ордена в Белу-Оризонти. Этот этап посвящения в Орден завершился 10 февраля следующего года, и Тито поступил изучать философию в Университет Сан-Паулу, где он жил в монастыре доминиканского ордена Пердизес.
Впервые арестован силами диктатуры в октябре 1968 года за участие в XX съезде Национального союза студентов в Ибиуне, Сан-Паулу. Легальных возможностей для противостояния властям практически не оставалось. Вместе с несколькими другими членами доминиканского ордена, включая Фрея Бетто, Лима влился в боровшееся с военным правительством подполье вокруг леворадикальной организации городских партизан Действие за национальное освобождение, основанной коммунистом Жуаном Карлусом Маригеллой. Там он и получил подпольный псевдоним Фрей Тито («монах Тито»).
4 ноября 1969 года Лима и его товарищи-доминиканцы попали в руки офицера политической полиции Сержиу Флеури из Департамента политического и социального порядка (ДОПС), организатора и командира эскадронов смерти. Примерно в течение месяца Фрея Тито жестоко пытали в штабе ДОПС, а затем доставили в военный гарнизон Тирадентис.
В начале 1970 года, в разгар репрессий, Фрей Тито был подвергнут пыткам в штаб-квартире ДОПС в рамках операции Bandeirantes (которая заключалась в финансировании пыток высокопоставленными бизнесменами). Из тюрьмы он написал письмо о пытках, ставшее символом бразильского правозащитного движения.
В 1971 году Лима был депортирован из Бразилии в Чили, где при власти находилось левое правительство Сальвадора Альенде, однако после свержения того военным переворотом 1973 года, опасаясь за свою жизнь, бежал в Италию. В Риме ему не удалось найти поддержки католической церкви, так как его считали «монахом-террористом». Он переехал в Париж, где его приветствовала община доминиканских монахов.
Ментальное здоровье монаха подкосили пережитые им истязания и пытки от рук бразильского репрессивного аппарата, и оно оставалось нестабильным. Гонения, которым он подвергнулся, обострили у него манию преследования; он боялся похищения и новой встречи с Флеури и другими своими мучителями. Несмотря на психиатрическое лечение, перенесённые им психологические страдания привели его к самоубийству — Лима повесился 10 августа 1974 года.

## Отображение в культуре
Свои воспоминания о борьбе и репрессиях Фрей Тито изложил в книге «Крещение кровью» (Batismo de Sangue). По её мотивам в 2006 году был снят одноимённый фильм, в котором рассказывается история пыток Тито и других священников во время военного режима. Его роль исполнил Кайу Блат.